# Kanton Chevagnes
Chevagnes is een voormalig kanton van het Franse departement Allier. Het kanton maakte deel uit van het arrondissement Moulins.
Het werd opgeheven bij decreet van 27 februari 2014, met uitwerking op 22 maart 2015. Alle gemeenten werden toegevoegd aan het kanton Dompierre-sur-Besbre.

## Gemeenten
Het kanton Chevagnes omvatte de volgende gemeenten:
- Beaulon
- La Chapelle-aux-Chasses
- Chevagnes (hoofdplaats)
- Chézy
- Gannay-sur-Loire
- Garnat-sur-Engièvre
- Lusigny
- Paray-le-Frésil
- Saint-Martin-des-Lais
- Thiel-sur-Acolin